# Hrabstwo Lynn

Piramida wieku hrabstwa

Hrabstwo Lynn – hrabstwo położone w USA, w stanie Teksas, w jego zachodniej części, na Wysokich Równinach. Utworzone w 1876 r. Według danych z 2023 liczy 5761 mieszkańców (w tym 40,3% to Latynosi). Jest częścią obszaru metropolitalnego miasta Lubbock. Siedzibą hrabstwa jest miasteczko Tahoka.

## Gospodarka
W 2017 roku hrabstwo zajęło 3. miejsce w stanie i 5. w kraju pod względem wpływów z bawełny (w 2022 było to odpowiednio 11. i 46. miejsce). Ponadto ważną rolę w gospodarce hrabstwa odgrywają orzeszki ziemne, sorgo, kukurydza, oraz wydobycie ropy naftowej. 77% areału gospodarstw stanowią uprawy i ponad 20% zajmują pastwiska. Około jednej trzeciej mieszkańców (32%) zatrudnionych jest w usługach zdrowotnych lub edukacyjnych.

## Sąsiednie hrabstwa
- Hrabstwo Lubbock (północ)
- Hrabstwo Garza (wschód)
- Hrabstwo Borden (południowy zachód)
- Hrabstwo Dawson (południe)
- Hrabstwo Terry (zachód)

## Miasta
- New Home
- O’Donnell
- Tahoka
- Wilson

## Demografia
Mieszkańcy deklarują głównie pochodzenie meksykańskie (35,4%), mieszane (23,7%), niemieckie (10,1%), angielskie (9,9%), irlandzkie (6,9%) i „amerykańskie” (3,4%).

## Drogi główne
- U.S. Highway 87
- U.S. Highway 380